# National Basketball Referees Association
La National Basketball Referees Association (NBRA) è l'associazione che rappresenta gli arbitri della National Basketball Association (NBA).

## Storia
La National Basketball Officials Association (NBOA) venne fondata nel in 1973 a causa delle condizioni di lavoro che gli arbitri della National Basketball Association (NBA) ritenevano inappropriate. All'epoca, l'unione credeva che stipendio e benefit non fossero adeguati. Nel 1977 l'associazione cambiò il nome in National Association of Basketball Referees (NABR). Oggi si chiama National Basketball Referees Association (NBRA).
Nel 1977, una volta ufficializzata la formazione, la NBRA votò per lo sciopero durante i Playoff NBA perché il nuovo contratto collettivo non era stato rinegoziato. Lo sciopero ha portato l'NBA a dover assumere nuove arbitri per la restante parte di regular season e per i playoff, non senza lamentele riguardo l'operato da parte di giocatori e tifosi. L'NBA riconobbe l'NBRA come unica referente per la contrattazione dei contratti degli arbitri e lo sciopero terminò. Nel settembre del 1997 la NBA e la NBRA fecero un passo storico aggiungendo allo staff arbitrale le prime donne arbitro, Dee Kanter and Violet Palmer. Oggi la NBRA rappresennta 62 arbitri in attività e 13 arbitri ritirati.

## Comitato Esecutivo
- James Capers
- Marc Davis
- Steve Javie
- Monty McCutchen
- Tom Washington